# Śnieżnica

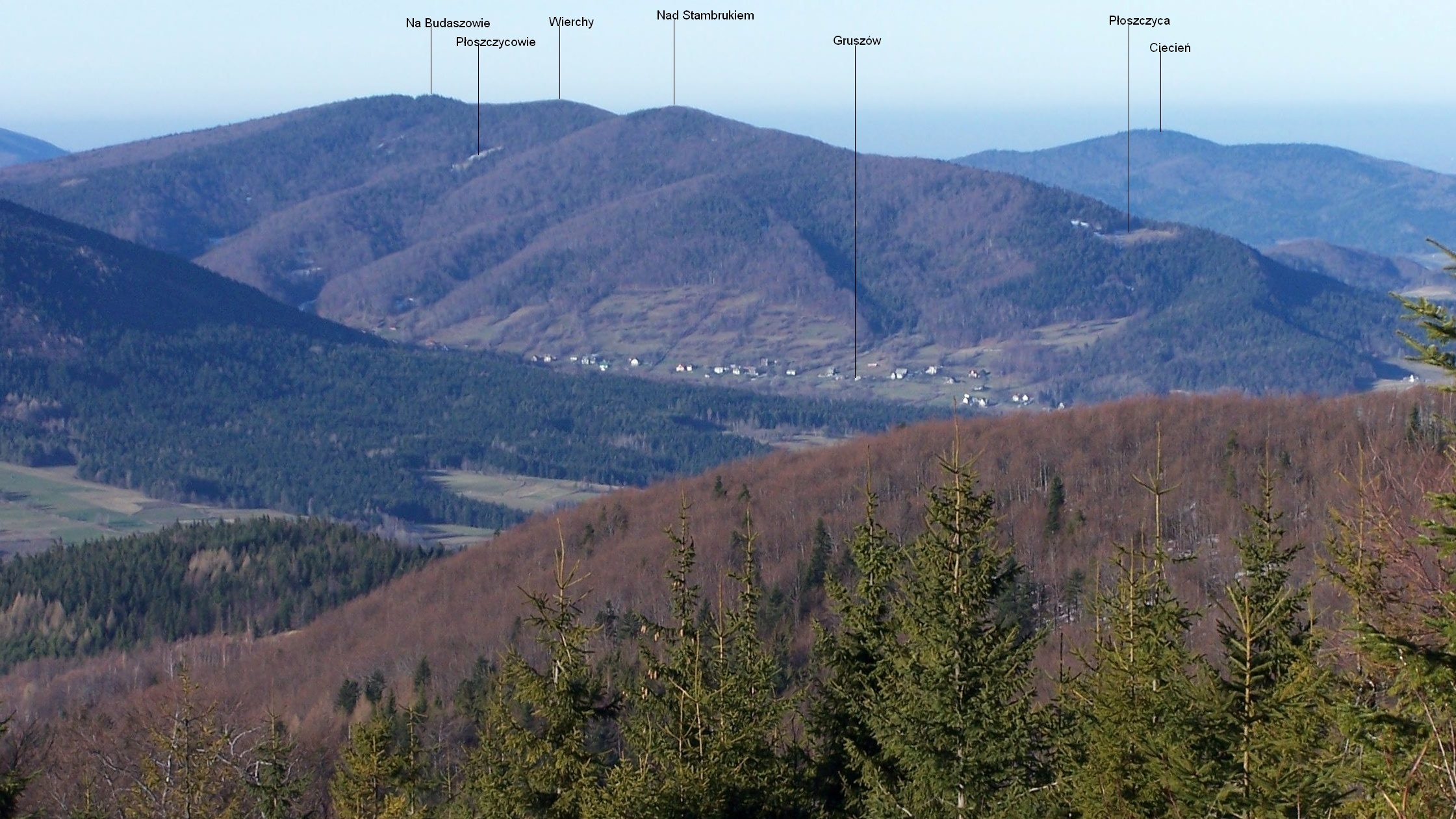
Widok z Chyszówek

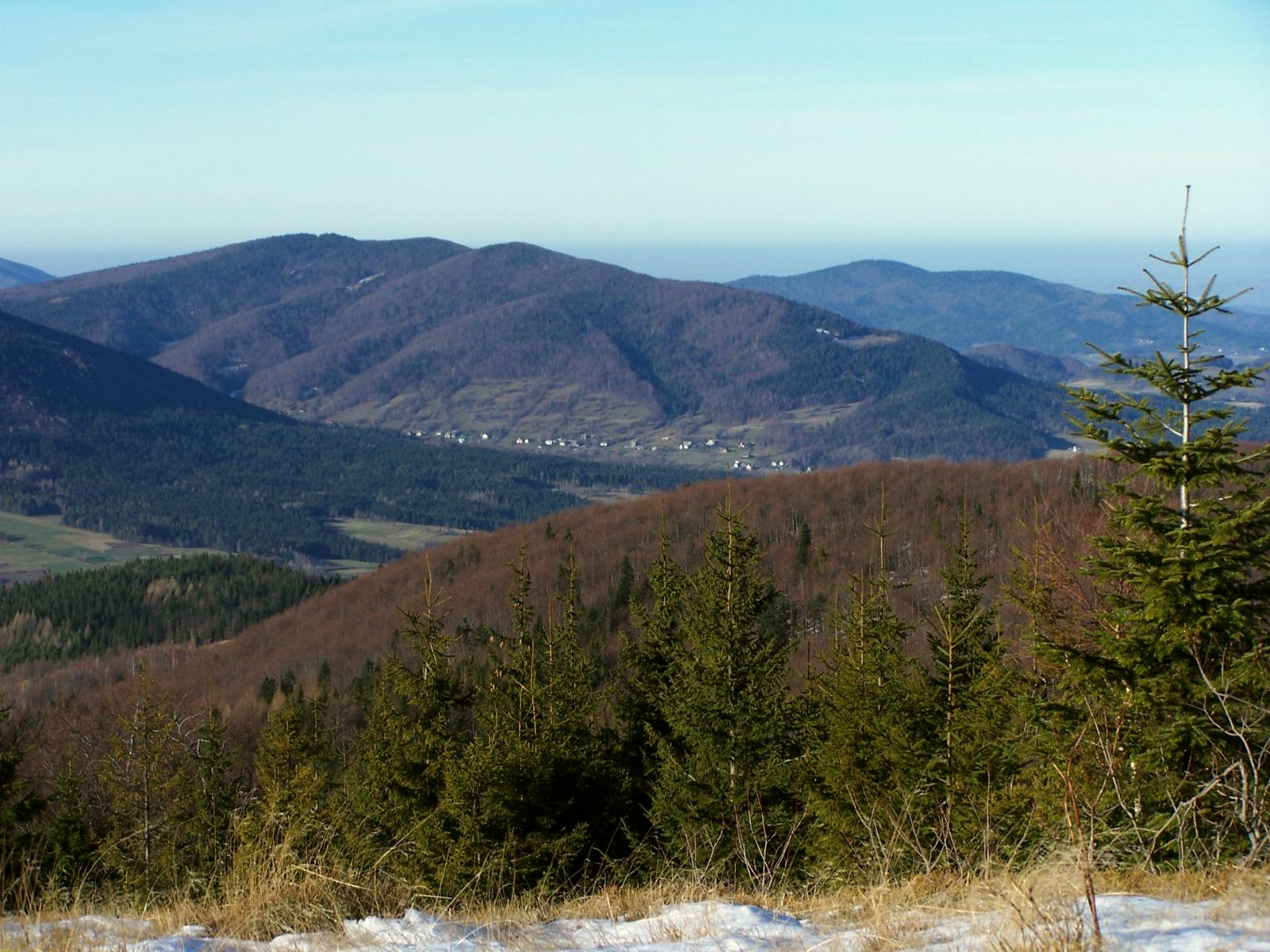
Widok z Mogielicy

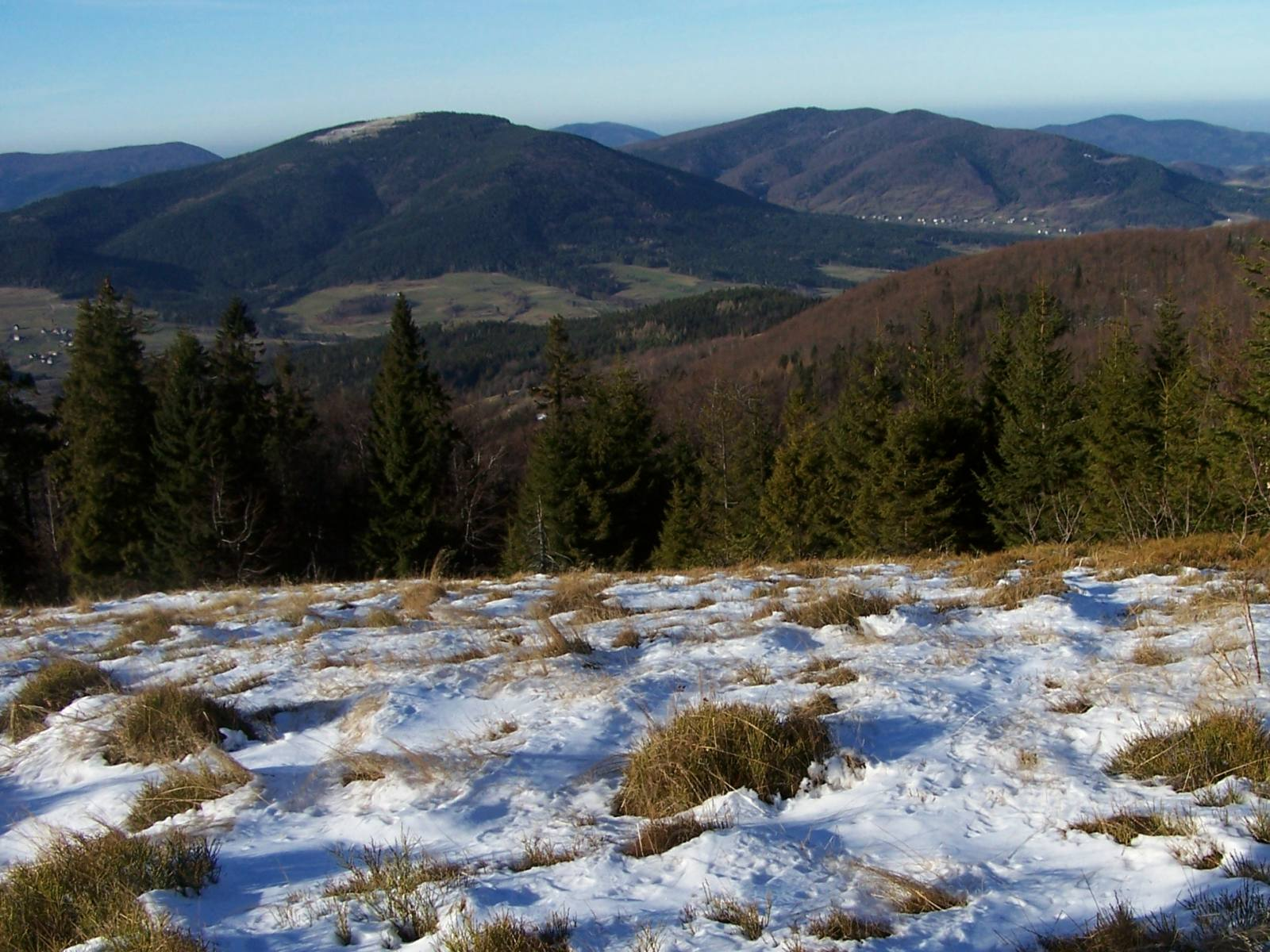
Ćwilin i Śnieżnica (po prawej)

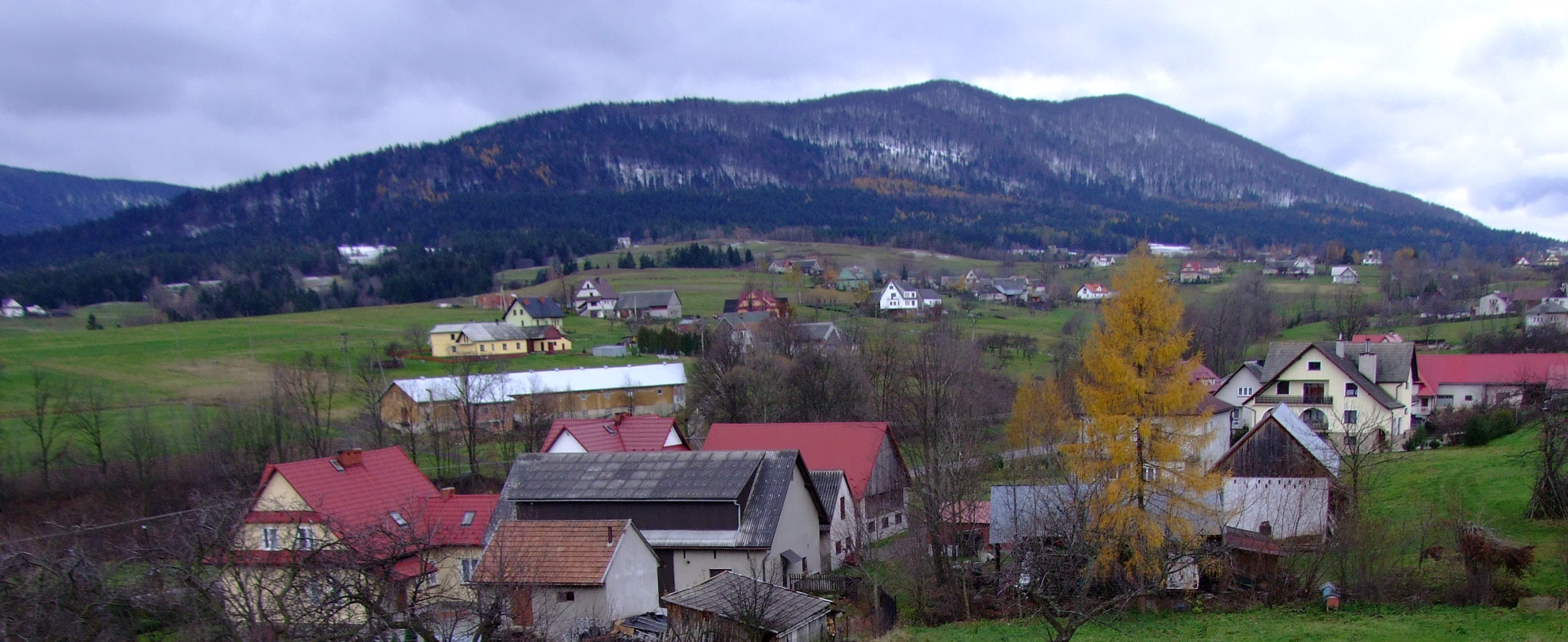
Śnieżnica, widok z Porąbki

Śnieżnica (1006 m) – szczyt w Beskidzie Wyspowym.

## Topografia
Wznosi się ponad miejscowościami: Kasina Wielka, Gruszowiec, Dobra, Porąbka i Wola Skrzydlańska. Od pobliskiego Ćwilina oddzielona jest głęboką przełęczą Gruszowiec. Śnieżnica ma trzy niemal równej wysokości, niezbyt wyróżniające się szczyty: główny, zwany Na Budaszowie, oraz położone na wschód od niego Wierchy i Nad Stambrukiem. Nazwa tego ostatniego (w pierwotnym brzmieniu „Nad Steinbrukiem”) pochodzi od kamieniołomu (niem. Steinbruch), w którym na początku lat 80. XIX w. wydobywano kamień do budowy pobliskiej linii kolejowej. Szczególnie dobrze wierzchołki te widoczne są z południowo-wschodniej strony. Najwyższy szczyt opada w północnym kierunku stromym zboczem, wznoszącym się ok. 500 m ponad doliną.
Przez Śnieżnicę oraz przełęcz Gruszowiec biegnie dział wodny pomiędzy Rabą i Dunajcem. Liczne potoki spływające z góry zasilają Kasiniankę i Stradomkę (zlewnia Raby), lub Łososinę i jej dopływy Porąbkę i Łososinkę (zlewnia Dunajca).

## Nazewnictwo
Pod najwyższym szczytem Śnieżnicy znajduje się po północnej stronie zagłębienie, w którym bardzo długo zalega śnieg, dłużej niż na podobnej wysokości okolicznych szczytach. Stąd właśnie pochodzi nazwa góry. Pierwotnie szczyt nazywany był Śnieżną Górą. Najstarsza wzmianka o Śnieżnicy pochodzi z kodeksu małopolskiego, opublikowanego w 1254 roku w języku starogermańskim. Figuruje w nim pod nazwą Snesna. Nazwa używana dzisiaj utrwaliła się w XIV-XV wieku. Materialnym świadectwem historycznym jest istniejący na głównym jej szczycie kamień graniczny z 1789 r., a na nim napis odnoszący się do Stanisława Małachowskiego. Na początku XX w. istniało na Śnieżnicy kilka kamieniołomów. Przez miejscową ludność góra nazywana bywa też Widlatą Górą lub Widłakiem z powodu trzech wierzchołków.

## Opis masywu
Śnieżnica jest porośnięta lasem. Ograniczone widoki rozciągają się z polanek Płoszczycowie i Płoszczyca. Na północno-zachodnich stokach Śnieżnicy, w Kasinie Wielkiej, znajduje się Stacja Narciarska „Śnieżnica” oraz zdegradowana w 2005 do roli przystanku, stacja PKP Kasina Wielka (obok niewielki cmentarz wojenny nr 364 – Kasina Wielka, z I wojny światowej). W podszczytowych partiach zboczy północnych utworzono w 1968 r. leśny rezerwat przyrody Śnieżnica dla zachowania buczyny karpackiej z bukami liczącymi sobie do 150 lat. Natomiast na południowo-zachodnich stokach znajduje się Młodzieżowy Ośrodek Rekolekcyjny na Śnieżnicy (stołówka, możliwość noclegu).
Jan Nepomucen Rostworowski, znany XIX-wieczny podróżnik tak w 1813 pisał o Śnieżnicy: „Jako róża jest najpiękniejszą i najwonniejszą z kwiatów, tak i tę górę można uznać za najpiękniejszą ze swego układu, jako i z widoku i pięknego spaceru”.

## Historia i legendy
W okresie międzywojennym na bezleśnym wówczas szczycie Śnieżnicy stała drewniana wieża triangulacyjna. Według ludowych przekazów pod szczytem Śnieżnicy bazowali konfederaci barscy, a w okresie zaborów w jej lasach chronili się poborowi przed przymusowym poborem do wojska austro-węgierskiego. Na północnych stokach góry, poniżej jej najwyższego wierzchołka, znajduje się wychodnia skalna. Poniżej niej częściowo zasypana jaskinia zwana Piwnicą. Wejście do niej trudno znaleźć, gdyż ukryte jest w gęstych buczynach. Związana jest z nią legenda, według której w jaskini znajduje się tunel prowadzący aż do góry Grodzisko. Podobno jeden z dawnych właścicieli ziemskich tych terenów, niejaki Pieniążek, zamiarując zbudować most łączący Śnieżnicę z Ciecieniem udał się do wróżki Siwulki pod Babią Górą, która poleciła mu najpierw rozciągnąć jedwabny sznur między tymi górami. Zamiar się nie udał, gdyż pasterze przecięli sznur.
Pod koniec XIX wieku właściciel dóbr jodłownickich Tadeusz Romer i ksiądz J. Kudena, proboszcz z Kasiny Wielkiej, podawali informacje o dwóch tajemniczych kamieniach znajdywanych na Śnieżnicy. Przytaczali je później geografowie Bogumił Krygowski i Kazimierz Ignacy Sosnowski. Na kamieniach tych były tajemnicze napisy. Na jednym był napis odnoszący się do Stanisława Małachowskiego na drugim napis brzmiał: W.G.N.120. Z jeszcze starszych przekazów wynika, że był jeszcze trzeci kamień. Na początku XXI wieku Dariuszowi Gackowi kamieni tych jednak nie udało się odszukać. Prawdopodobnie były to kopce graniczne wsi Skrzydlna, Gruszowiec, Porąbka i Kasina Wielka.

## Szlaki turystyki pieszej
z Kasiny Wielkiej przez Śnieżnicę (1:45 h), przełęcz Gruszowiec i Ćwilin do Jurkowa;
 z przełęczy Gruszowiec obok Młodzieżowego Ośrodka Rekolekcyjnego na Śnieżnicy (trawers Śnieżnicy) do połączenia ze szlakiem niebieskim;
 ze Skrzydlnej, przez Pieninki Skrzydlańskie oraz Porąbkę (jest to jeden z najtrudniejszych i najbardziej stromych szlaków w Beskidzie Wyspowym, a suma przewyższeń całej trasy wynosi ok. 680 metrów – najwięcej w całym paśmie tych gór).